# Maggiore Baracca (1940)
«Маджоре Баракка» (італ. Maggiore Baracca) або «Маджоре Франческо Баракка» (італ. Maggiore Francesco Baracca) — військовий корабель, великий підводний човен типу «Марконі» Королівських ВМС Італії за часів Другої світової війни.
«Маджоре Баракка» був закладений 1 березня 1939 року на верфі компанії Odero-Terni-Orlando у Ла-Спеції. 6 січня 1940 року він був спущений на воду, а 15 травня 1940 року увійшов до складу Королівських ВМС Італії.

## Історія служби
У вересні 1940 року до французького Бордо на базу BETASOM почали прибувати італійські підводні човни, яких незабаром стало 27, котрі незабаром приєдналися до німецьких підводних човнів у полюванні на судноплавство союзників; поступово їхнє число збільшиться до 32. Вони зробили вагомий внесок у битву за Атлантику, попри те, що командувач підводного флоту ВМС Німеччини адмірал Карл Деніц відгукнувся про італійських підводників: «недостатньо дисципліновані» і «не в змозі залишатися спокійним перед лицем ворога».
8 вересня 1941 року при спробі атакувати судна конвою HG 72, італійський човен був виявлений радаром ескортного міноносця «Крум», і йому довелося зануритися. Британський корабель завдав два удари глибинними бомбами, які спричинили серйозних збитків, що змусило «Маджоре Баракка» спливти на поверхню. Потім підводний човен відкрив вогонь з гармат, але негайно був обстріляний у відповідь гарматами та кулеметами ескортного корабля. Італійський екіпаж почав самозатоплення човна, і почав покидати «Баракку». «Крум» протаранив його, за кілька хвилин потопивши разом з 28 людьми, тоді як 32 (включаючи командира Віані) були взяті в полон британським есмінцем.